# Franz Ludwig Faust von Stromberg

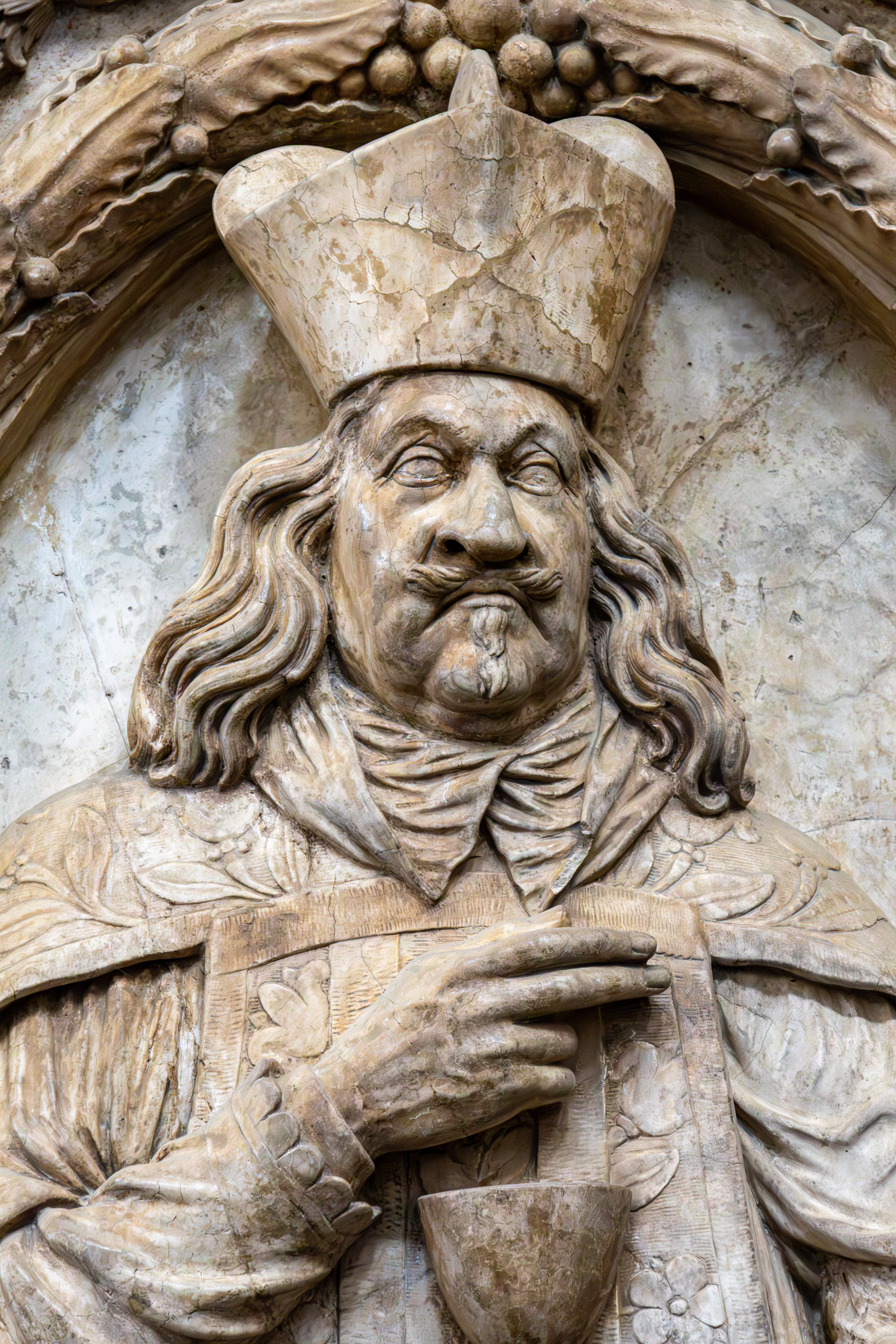
Darstellung des Dompropsts auf seinem Epitaph

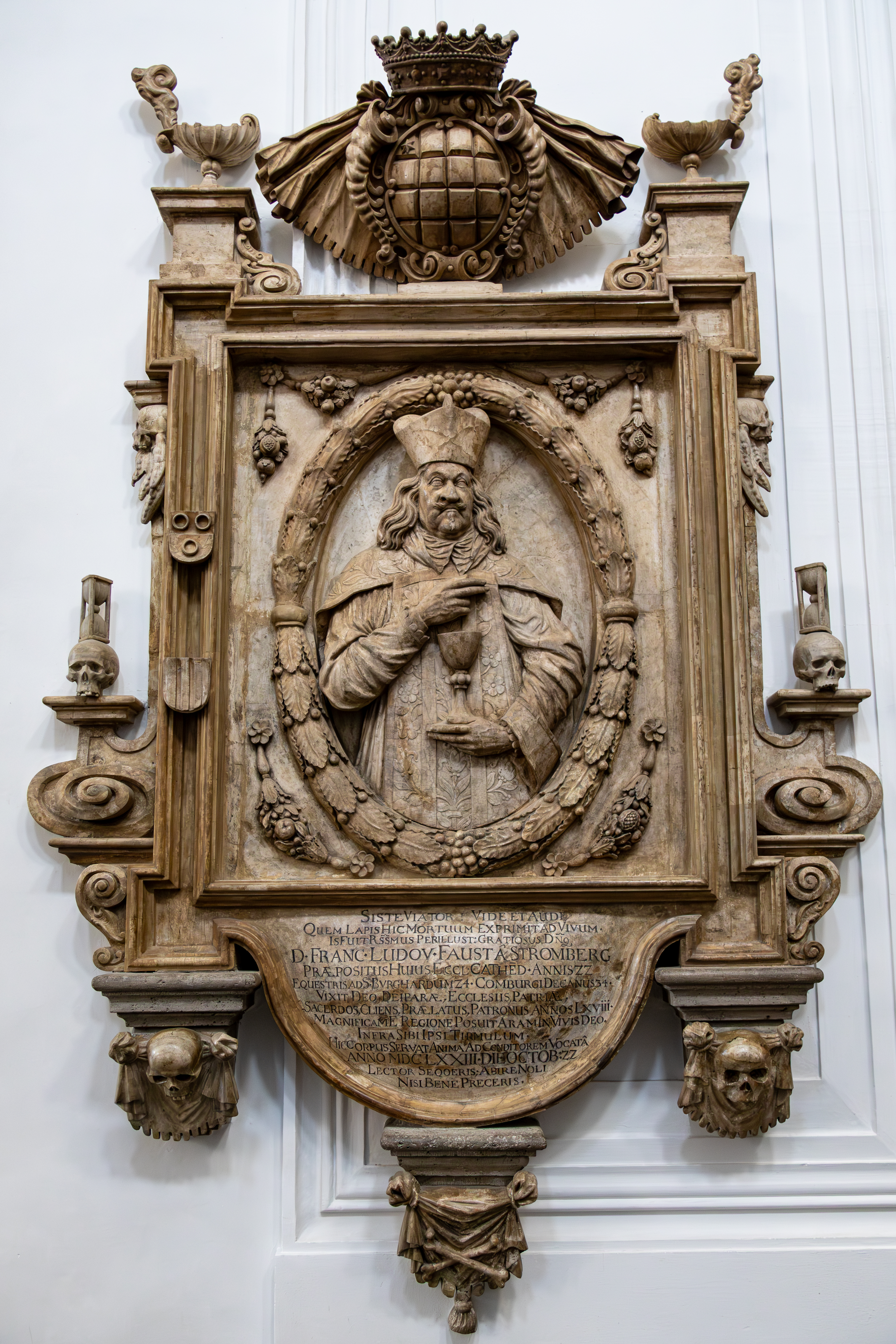
Epitaph im Würzburger Dom, um 1681 von Johann Philipp Preuß

Franz Ludwig Faust von Stromberg (* 15. August 1605; † 22. Oktober 1673) war ein deutscher Adeliger, Dompropst in Würzburg und Propst zweier Kollegiatstifte.

## Herkunft
Faust von Stromberg entstammte dem alten, jetzt ausgestorbenen Adelsgeschlecht der Faust von Stromberg, das ursprünglich von der Stromburg bei Stromberg im Hunsrück stammt. Der Großvater Johannes Salentin (auch Valentin) Faust von Stromberg, Kurmainzer und kurbayerischer Geheimrat, amtierte als Assessor am Reichskammergericht Speyer. Von ihm erschien 1676, posthum, eine juristische Schrift über das Verbrechen (Tractatus posthumus de criminibus).
Franz Ludwigs Eltern waren Johann Paul Faust von Stromberg und Magdalena geb. von Warsberg. Zwei Schwestern des Vaters lebten als Dominikanerinnen im Kloster Marienthal (Luxemburg). Agnes, eine weitere Vatersschwester, hatte Johann Georg von Ostein, den Bruder des Baseler Fürstbischofs Johann Heinrich von Ostein (1579–1646), geheiratet und sie wurden die Großeltern des späteren Lavanter Bischofs Franz Kaspar von Stadion (1637–1704).
Franz Ludwigs Schwester Anna Franziska († 1668) ehelichte Georg Anton von Heppenheim genannt vom Saal, fürstbischöflich würzburgischer Offizier und Amtmann († 1684), Bruder des Mainzer Dompropstes bzw. Domdekans und Kanzlers der Universität Heidelberg, Johann von Heppenheim genannt vom Saal (1609–1672).

## Leben
Franz Ludwig Faust von Stromberg trat in den geistlichen Stand und wurde am 20. Juli 1626 Domherr in Würzburg, als Nachfolger des verstorbenen Pfründeinhabers Sebastian von Stauffenberg. 1630 avancierte er hier zum Domkapitular, 1649 zum Domkustos, am 25. März 1651 wählte man ihn zum Würzburger Dompropst. Außerdem war der Adelige Domkapitular in Worms, seit 1636 Domherr in Bamberg, 1638 bis 1651 Stiftspropst in Wetzlar, 1640 wurde er sechzehnter Dekan des Stifts Comburg und 1650 Propst des Ritterstifts Sankt Burkard in Würzburg.
Faust von Stromberg visitierte 1643, im Auftrag des Fürstbischofs Franz von Hatzfeld, das Kloster Murrhardt, dessen Abt Emmerich Fünkler gerade von den Schweden verschleppt und gewaltsam zu Tode gekommen war. In Würzburg unterstützte er die Arbeit der von Bartholomäus Holzhauser neu gegründeten Bartholomiten und empfahl die Gemeinschaft persönlich dem Augsburger Dompropst Johann Christoph von Freyberg, der sie erst probeweise, nach seinem Aufstieg zum Fürstbischof, ganz in seine Diözese holte. Als Kaiser Leopold I. 1658 zur Wahl bzw. Krönung nach Frankfurt reiste bestimmte Bischof Johann Philipp von Schönborn seinen Dompropst dazu, den Monarchen an der Würzburger Bistumsgrenze zu empfangen und für seine Sicherheit bzw. Bequemlichkeit zu sorgen. Der Kreuzkapelle in Eibelstadt schenkte der Geistliche 1662 einen Partikel des Heiligen Kreuzes, gefasst in einer silbernen Monstranz.
Im Würzburger Dom stiftete Franz Ludwig Faust von Stromberg den (seit 1945 nicht mehr vorhandenen) Maria-Himmelfahrts-Altar im nördlichen Domquerhaus in der Apsidiole und man setzte ihn vor diesem bei, gegenüber der Stelle, wo sich sein um 1681 von dem Schöpfer des Marienaltars, dem Würzburger Bildhauer Johann Philipp Preuß (1605 – ca. 1687), geschaffenes Epitaph befindet. Er war mit seinen Verwandten in den Freiherrenstand erhoben worden. Der Jesuit Wolfgang Schwan hielt ihm die Leichenpredigt, die auch im Druck erschien.
Sein Neffe Franz Ernst Faust von Stromberg († 1674) fungierte als würzburgischer Geheimrat und Oberamtmann des Hochstiftes in Haßfurt bzw. Eltmann. Dessen Söhne Philipp Ludwig Faust von Stromberg (1660–1704) und Franz Georg Faust von Stromberg (1666–1729) wurden ebenfalls Geistliche und Domkapitulare in Würzburg.